# Crottin de Chavignol
El crottin de Chavignol, también llamado Chavignol, es un queso de cabra francés de la región Centro (antigua provincia de Berry), que se beneficia de una AOC desde 1976, y DOP a nivel europeo por el Reglamento de la Comisión n.º 1107/96.

## Etimología
Su nombre significa literalmente ‘excremento de caballo’. Se cree popularmente que se llama así por su forma, pero los autores piensan que el nombre deriva de crot, que significa ‘hueco’ en el dialecto del Berry. Los crots designaban los huecos de las orillas de los ríos donde las mujeres iban a lavar la ropa. De ahí se sacaba la arcilla con la que se hacían pequeñas lámparas de aceite, y luego los moldes para el queso a los que se llamaban también crot.
Chavignol es un pueblo del departamento de Cher, situado en las afueras de Sancerre a cuyo municipio fue anexionado entre 1790 y 1794.

## Historia

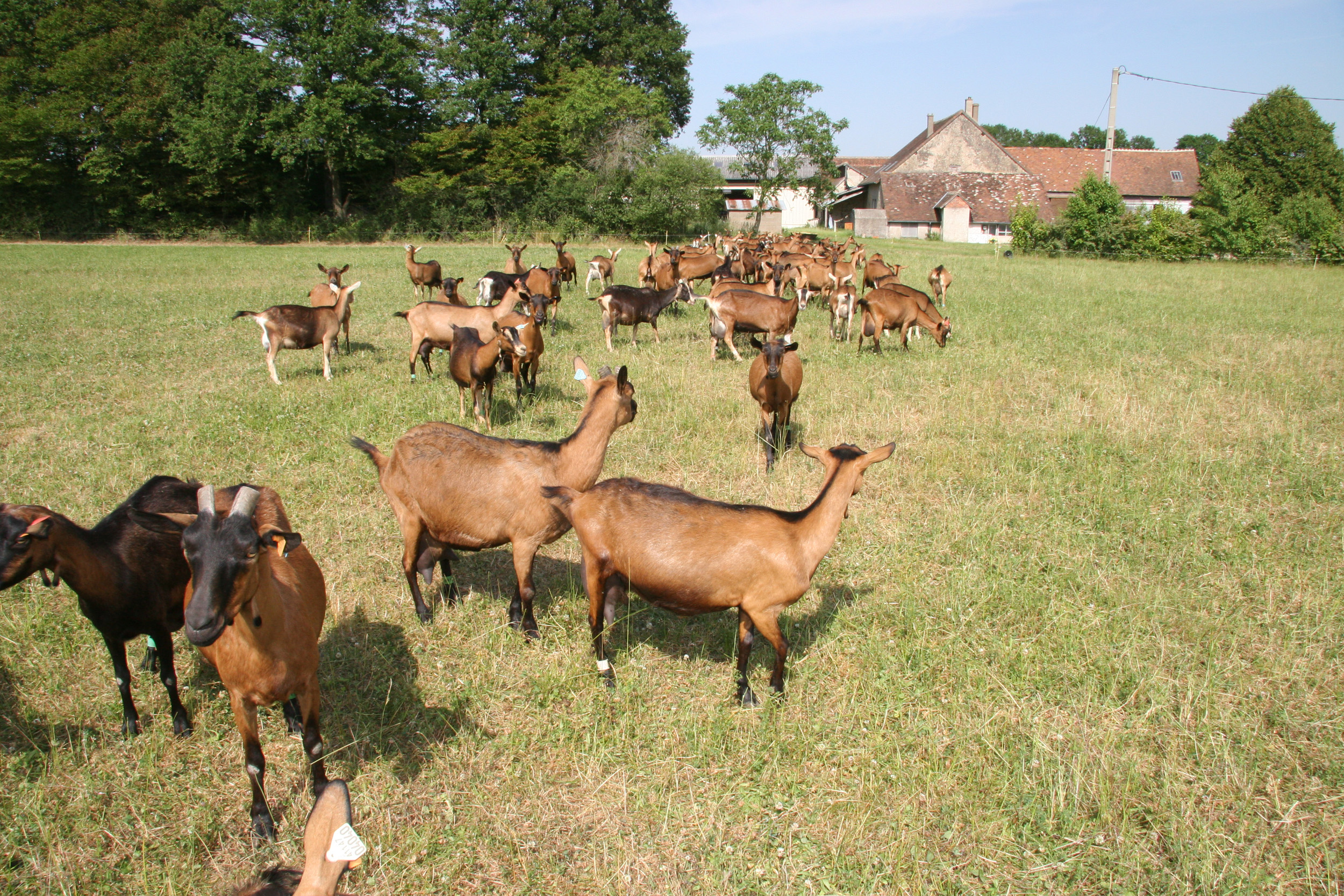
Cabras alpinas pastando en la región centro.

La ganadería caprina es propia de la zona. Desde la desaparición de la raza autóctona de la región de Sancerre, todas las cabras son de raza alpina. Se trata de un tipo de animal cuyas exigencias alimenticias no son muy grandes, y por ello se hizo tradicional que las esposas de los vinateros de la zona tuvieran su pequeño rebaño de cabras, a partir del siglo XVI. La elaboración de queso servía para traer a casa dinero extra. Un libro de 1829, escrito por M. Butet menciona el «crottin de Chavignolles». Las epidemias de filoxera y de glosopeda (fiebre aftosa del ganado) que afectaron a las regiones vinícolas y al ganado, respectivamente, animaron a criar cabras a lo largo del siglo XX. La denominación de origen fue reconocida en 1976. Como todos los AOC, tiene la obligación de poner en la etiqueta el logotipo INAO y el acrónimo, más la frase "Appellation d'Origine Contrôlée" y el nombre del queso.

## Elaboración
Se elabora con leche cruda de cabra de raza alpina. Se hace con poco cuajo. Madura por un periodo entre 2 y 4 semanas. La producción en 1998 fue de 1531 t (−6,31 % desde 1996) siendo el 100 % de leche cruda (41 % en granja).

## Características
Es un queso que tiene un 45 % de materia grasa. Presenta forma de cilindro plano muy ligeramente convexo en los bordes. Es pequeño, de un peso medio de 60 gramos. Un crottin de Chavignol fresco perderá parte de su peso a lo largo de la maduración. Se presenta en tres variedades según su grado de madurez, pudiéndose consumir en las tres fases: fresco, semiseco y seco. Cuando está fresco, la corteza es de color blanco marfil y la masa resulta cremosa. En esta fase, es de sabor caprino y picante, apto para untar en pan francés o calentar como ingrediente para una ensalada. Semiseco, la corteza tiene moho azul y blanco, con una masa firme y homogénea. Son generalmente los quesos de esta fase intermedia los que se suelen exportar. Finalmente, cuando está seco la corteza se ha vuelto amarilla anaranjada, dura y seca, y la masa quebradiza. Cuando está maduro, el queso se hace bastante picante y fuerte.
Su periodo de degustación óptima es de abril a septiembre después de una maduración de 4 semanas, pero también es excelente de diciembre a marzo. Especialmente cuando es joven, conviene acompañarlo de los vinos blancos locales, como un sancerre (AOC del Valle del Loira), o un blanco también del valle del Loira como un Pouilly-Fumé; otros blancos: un saint-bris del departamento del Yonne con cepa sauvignon, un valençay (vino AOC de la Turena) o un vouvray (otro AOC de Indre y Loira) o un tinto de Valençay.

## Área geográfica
El área de producción del Chavignol cubre principalmente el departamento de Cher donde 171 municipios disponen de la denominación de origen. Se extiende en menor medida a los departamentos limítrofes de Nièvre (26 municipios) y de Loiret (15 municipios).

## Denominación de origen
A nivel nacional, en Francia, el crottin de Chavignol/Chavignol es reconocido como appellation d'origine contrôlée (AOC) desde 1976. A partir de 1996, es una denominación de origen protegida (PDO) ante la Unión Europea. A nivel internacional, cuenta con registro como denominación de origen, conforme al Sistema de Lisboa, ante la Organización Mundial de la Propiedad Intelectual, desde el 5 de abril de 1976.